# هانس آلسر
هانس آلسر (انگلیسی: Hans Alsér؛ ۲۳ ژانویهٔ ۱۹۴۲ – ۱۵ ژانویهٔ ۱۹۷۷) یک بازیکن تنیس روی میز اهل سوئد بود. 
وی در مسابقات کشوری و بین‌المللی در مجموع برنده ۱۰ مدال طلا، ۵ مدال نقره، ۴ مدال برنز شده‌است.